# Carta de Juramento

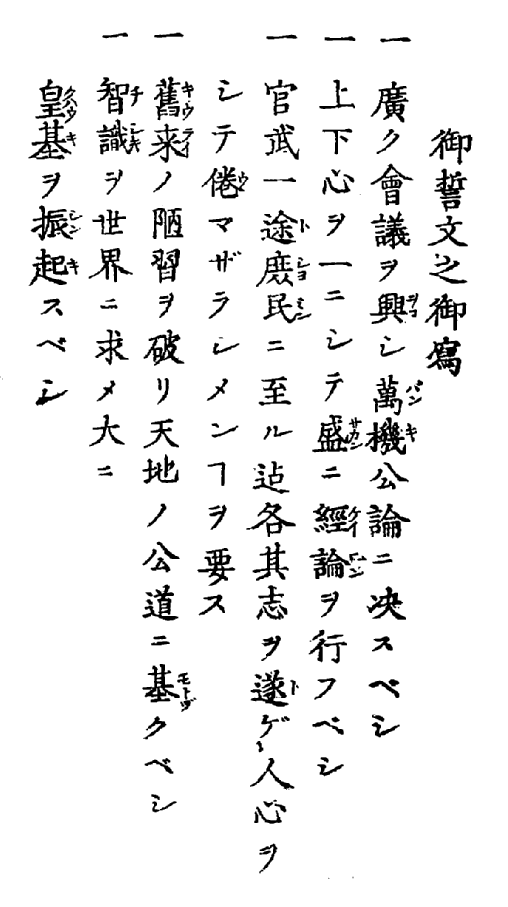
A Carta de Juramento, como foi oficialmente publicada.

A Carta de Juramento (五箇条の御誓文, Gokajō no Goseimon, mais literalmente, o Juramento em Cinco Artigos) foi promulgada na entronização do Imperador Meiji do Japão em 7 de abril de 1868. O Juramento delineava o foco principal e o curso de ação a ser seguido durante o reino do Imperador Meiji, preparando o cenário para a modernização do Japão. Ela permaneceu influente, menos no sentido administrativo do que no sentido de inspiração, por todo o Período Meiji e no século XX, e pode ser considerada a primeira constituição do Japão moderno.